# Bucsa
Bucsa è un comune dell'Ungheria di 2 533 abitanti (dati 2001) . È situato nella contea di Békés.